# Kantongerecht Rotterdam

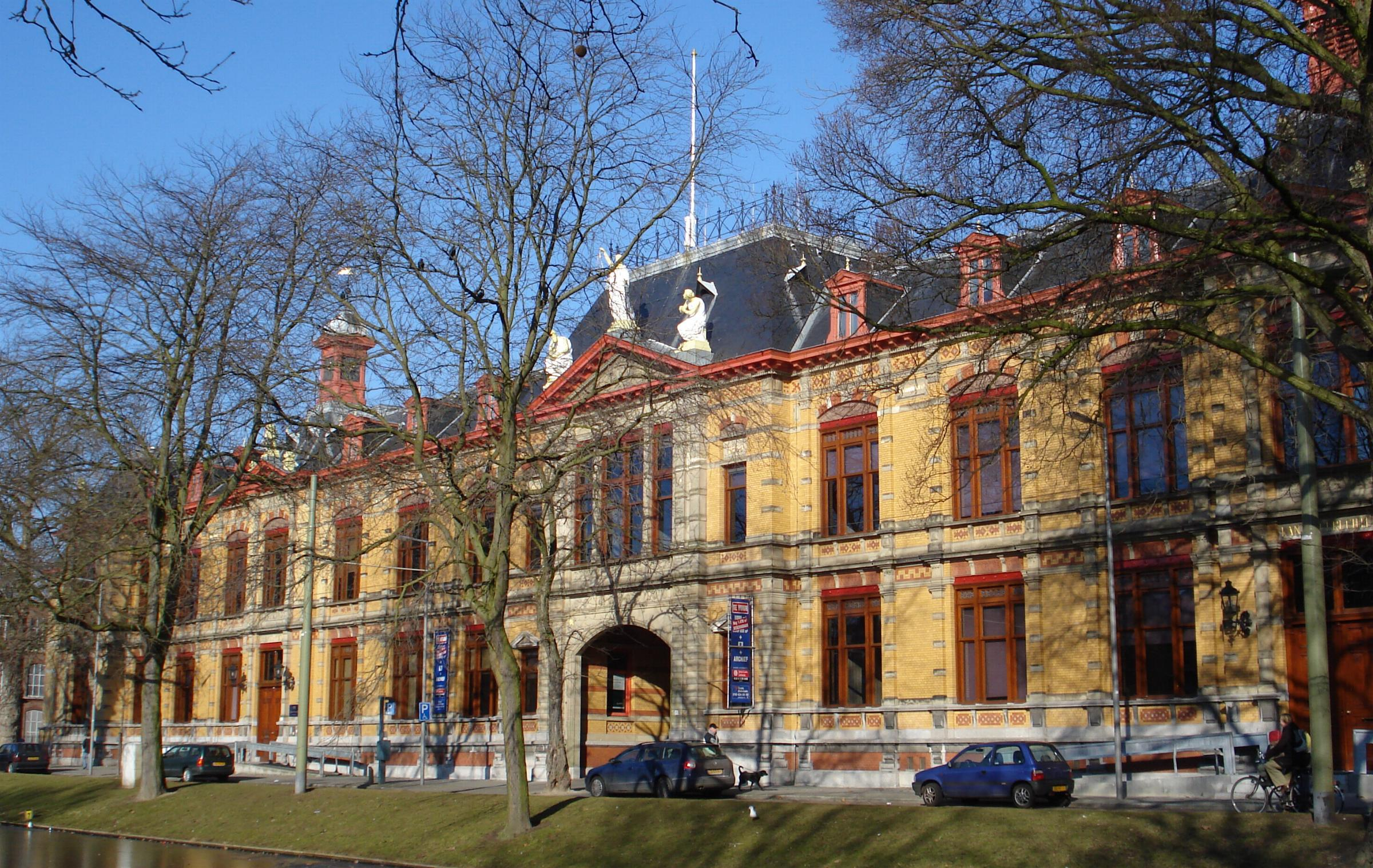
Het gerechtsgebouw aan de Noordsingel

Het kantongerecht Rotterdam was van 1838 tot 2002 een van de kantongerechten in Nederland. Bij de invoering van de kantongerechten was de stad Rotterdam verdeeld in twee kantons. Daar kwam nog een derde kanton bij. Het gerecht was sinds 1838 in meerdere gebouwen gehuisvest. Een speciaal voor het kantongerecht gebouwd gebouw heeft Rotterdam nooit gehad. 